# Уплатне
Упла́тне (в минулому — Попівка) — село в Україні, у Близнюківській селищній громаді Лозівського району Харківської області. До 2020 центр Уплатнівської сільської ради.
Населення становить 739 осіб.

## Географія
Село Уплатне знаходиться на правому березі річки Велика Тернівка, є міст. На протилежному березі знаходиться село Милівка. За 4 км знаходиться залізнична станція Платформа 948 Км.

## Історія
Село засноване в 1861 році.
Станом на 1886 рік у селі, центрі Уплатнівської волості Павлоградського повіту Катеринославської губернії, мешкало 489 осіб, налічувалось 69 дворів, існували православна церква, школа, цегельний завод та лавка.
Село постраждало внаслідок геноциду українського народу, проведеного урядом СССР в 1932—1933 роках, кількість встановлених жертв — 26 людей.
У роки Німецько-радянської війни село Уплатне не раз було місцем боїв радянських воїнів проти німецько-нацистських загарбників. У жовтні 1941 р. Уплатне було окуповане нацистами. У січні 1942 р. в запеклих боях радянські воїни звільнили село. У травні 1942 р. на території Близнюківського району відбувалися бої червоноармійців проти переважуючись сил гітлерівців, ворогові вдалося окупувати село знов. Остаточно Уплатне було звільнено від окупантів у вересні 1943 р. У боях при обороні й звільненні села Уплатне брали участь воїни 39-го і 97-го стрілецьких і 1340-го кавалерійських полків, 26-ї кавалерійської дивізії, 49-ї Кавказької дивізії. 143 радянських воїни, які загинули в боях на території Уплатного поховані в братській могилі в центрі села. Відомі прізвища 49 воїнів.
12 червня 2020 року, відповідно до Розпорядження Кабінету Міністрів України № 725-р «Про визначення адміністративних центрів та затвердження територій територіальних громад Харківської області», увійшло до складу Близнюківської селищної громади.
19 липня 2020 року, в результаті адміністративно-територіальної реформи та ліквідації Близнюківського району, увійшло до складу Лозівського району Харківської області.

## Економіка
- Сільська поліклініка.
- 5 приватних магазинів.

## Культура
- Школа.
- Клуб.
- Стадіон.

## Пам'ятки
- Свято-Вознесенський храм — під час війни він був знищений.
- Пам'ятник героям, які звільняли село від німецьких загарбників.

## Відомі люди

### Народилися
- Верховень Володимир Миколайович — український поет, перекладач та журналіст, член Національної спілки письменників України.